# Шевырёв, Александр Владимирович
Алекса́ндр Влади́мирович Шевырёв (род. 7 декабря 1946, Ленинград) — российский военнослужащий, полковник, начальник 4-го центрального научно-исследовательского института Министерства обороны Российской Федерации (2001—2004)

## Биография
Родился 7 декабря 1946 года в городе Ленинграде.
- 1970 год — Окончил Военную инженерную радиотехническую академию им. Л. А. Говорова в Харькове.
- Обучался в РАНХиГС по программе «Технологический аудит и подготовка посредников с промышленностью».
- Доктор технических наук.
- Профессор.
- Служил в ПВО.
- 1977—2001 гг. — служил в 45 ЦНИИ МО РФ
  - на должностях от адъюнкта до зам. начальника института
- 2001 год — Начальник 4 ЦНИИ МО РФ
- С июня 2004 года в запасе

## Научная деятельность
Учёный в области систем и средств ракетно-космической обороны (РКО). Автор и соавтор более 170 научных трудов по вопросам:
- теории и практики совершенствования РКО,
- обоснования перспектив развития систем обороны,
  - увязки их с планами модернизации стратегических ядерных сил страны.

Внёс вклад в:
- разработку методологии обоснования направлений развития стратегических систем вооружения,
- определения роли и места РКО в обеспечении стратегической стабильности и безопасности России.

- Им были разработаны методы обоснования требований к развитию стратегических оборонительных сооружений как одного из ключевых компонентов СЯС, которые базируются на оригинальных моделях оценки характеристик перехватчиков противоракетной и противокосмической обороны с командно-инерциальными системами управления.
- Им была решена задача эффективного управления вводом в строй сложных систем вооружения;
  - предложены концептуальные технические решения по унификации огневых средств,
  - а также средств боевого управления с применением новых информационных технологий.

В его трудах получили развитие:
- методы военно-экономического анализа вариантов совершенствования РКО в условиях ограниченного финансирования государственного оборонного заказа и программы вооружения;
- обоснованы принципы использования информационных возможностей РКО для создания систем технического контроля за испытаниями и учебно-боевыми пусками БР и РН зарубежных стран.

Возглавляет научную школу по развитию вооружения систем РКО.
Под его руководством успешно выполнены 5 диссертационных исследований.
Постоянный член подкомитета «Космические системы и операции» Международной организации по стандартизации (ISO); его участие в работе подкомитета позволило осуществить гармонизацию отечественных стандартов в области космической деятельности с международным стандартом.
Автор научных трудов, в т.ч. учебного пособия по методологии развития РКО для слушателей Военной академии РВСН им. Петра Великого.

## Награды
- 1996 —  орден «За военные заслуги»
- медали[какие?].

## Личная жизнь
- Женат. 
  - Дочь.
    - Внук.